# 로버트 아우디
로버트 N. 아우디(1941년 11월~)는 인식론, 윤리학 (특히 윤리적 직관주의)의 업적으로 알려진 미국의 철학자이다. 그는 노터데임 대학교의 철학 교수이며 이전에 그곳의 경영 대학원에서 의장을 역임했다.
인식론에 대한 아우디의 공헌으로 가류주의적 토대주의에 대한 그의 옹호가 있다. 아우디는 합리성에 대한 포괄적인 설명을 개발함으로써 그의 정당화 이론을 욕망과 의도와 같은 상태로 확장했다.

## 생애
아우디는 콜게이트 대학교에서 학사를, 미시간 대학교에서 석사 및 박사 학위를 받았다. 아우디는 2018년 미국 예술과 과학 아카데미의 연구원으로 선정되었다.

## 인식론
아우디는 자신이 " 가류주의적 토대주의"라고 부르는 입장을 옹호했다. 그는 토대주의적 반응이 인식론적 후퇴 논증의 유일하게 유효한 선택이라고 생각한다. 이것은 모든 신념이 다른 신념에 의해 정당화되어야한다면 유일한 옵션은 무한 회귀, 순환적 정의, 지식이 아닌 신념에서 멈추고 자체적으로 정당화되는 기본 신념에서 멈추는 네 가지이다. 유일한 대안이 네 번째라면 지식이 있으면 기초 지식이 있는 것이다. 아우디는 토대주의가 일반적으로 오류가 없다고 생각합니다. 즉, 일반적으로 지식은 공리적이고 필연적 참인 기본 신념에 기반을 두고 있으며 나머지 지식은 이 신념에서 추론된다는 견해와 관련이 있다. 아우디는 신념의 상부 구조가 기본 신념에서 귀납적으로 도출 될 수 있고 따라서 오류가 있을 수 있다는 점에서 토대주의가 오류가 있을 수 있다고 생각한다. 그는 또한 기본적인 신념이 필요한 진리 일 필요는 없고 단지 인식 론적 전환을 가능하게하는 구조를 가지고 있다고 생각한다. 예를 들어, 사물이 존재한다는 믿음은 시각적 지각에서 비롯된다.

## 합리성
아우디의 합리성 이론에 대한 주요 설명은 그의 저서 《이성의 구조 : 합리성의 구조와 실체》에 나와 있다. 그는 합리성의 이론적 측면과 실제적 측면을 모두 포괄하는 합리성에 대한 포괄적인 설명을 개발한다. 이론적 합리성은 신념과 관련이 있으며 진리에 대한 것으로 간주되는 반면 실질적인 합리성은 욕망, 의도 및 행동을 포함하고 선에 대해 포함된다.

## 자율성
로버트 아우디는 자율성을 자신의 행동을 지시하고 자신의 명 제적 태도에 영향을 미칠 이유를 제시하는 자치 권력으로 특징짓는다. :211-2 전통적으로 자율성은 실제적인 문제에만 관련된다. 그러나 아우디의 정의에서 알 수 있듯이 자율성은 실제적인 이유뿐만 아니라 큰 이유에 응답하는 데 적용될 수 있다. 자율성은 자유와 밀접한 관련이 있지만 둘은 분리 될 수 있다. 예를 들어, 그의 사랑하는 사람들이 해를 입지 않도록 하기 위해 반대자들에게 찬성으로 성명을 발표해야 하는 정치범이 있다. 아우디가 지적했듯이, 수감자는 자신의 정치적 이상을 반영하지는 않지만 그의 성명은 여전히 사랑하는 사람들에 대한 헌신의 표현이기 때문에 자유가 부족하지만 여전히 자율성이 있다. :249

## 같이 보기
- 미국 철학
- 기독교 철학